# Прикладні наукові дослідження
Прикладні́ науко́ві дослі́дження (англ. applied research) — наукова і науково-технічна діяльність, спрямована на одержання і використання знань для практичних цілей — розробка нових виробів, нових матеріалів, технологій та технологічного обладнання, нових методів лікування хвороб, медичних препаратів та медичного обладнання, нових сільгоспкультур, нових порід свійських тварин та промислових риб, нових технологій сільгоспвиробництва, пошук покладів корисних копалин.

## Інженер-дослідник

### Завдання та обов'язки
- Під керівництвом провідного інженера, відповідального виконавця або керівника теми (завдання) бере участь у проведенні наукових досліджень або виконанні технічних розробок, спрямованих на освоєння нової техніки і технології, удосконалення діючої технології, випуск продукції, що відповідає вимогам найкращих вітчизняних і світових зразків.
- Розробляє робочі плани і програми проведення окремих етапів робіт.
- Здійснює збирання, оброблення, аналіз і систематизацію науково-технічної інформації за темою (завданням).
- Проектує кінематичні, монтажні і інші схеми різного призначення, розраховує необхідні параметри і величини.
- Складає описи будови і принципів дії виробів, об'єктів, що проектуються, а також обґрунтування технічних рішень.
- Проектує засоби випробування і контролю, оснастку, лабораторні макети, контролює їх виготовлення.
- Бере участь у стендових і виробничих випробуваннях дослідних зразків (партій) виробів, що проектуються, встановленні і налагодженні обладнання під час проведення досліджень і експериментів.
- Здійснює налагодження і регулювання складної і точної апаратури.
- Здійснює контроль за її станом і правильним користуванням.
- Стежить за роботою обладнання, проводить складні досліди і вимірювання, веде записи за експериментами, які проводяться, виконує необхідні розрахунки, аналізує і узагальнює результати, складає за ними технічні звіти і готує оперативні відомості.
- Готує вихідні дані для складання планів, кошторисів, заявок на матеріали, обладнання тощо. *Розробляє проектну і робочу технічну документацію, оформляє закінчені науково-дослідні і проектно-конструкторські роботи.
- Бере участь у впровадженні розроблених технічних рішень і проектів, наданні технічної допомоги і здійсненні авторського нагляду в процесі виготовлення, монтування, налагодження, випробування і здавання в експлуатацію виробів, об'єктів, які проектуються.
- Узагальнює досвід впровадження результатів досліджень і розроблених технічних рішень.
- Вивчає спеціальну літературу та іншу науково-технічну інформацію, досягнення вітчизняної і світової науки і техніки з питань досліджень або розробок.
- Готує інформаційні огляди, а також рецензії, відгуки і висновки на технічну документацію.
- Бере участь в експертизі наукових робіт, у роботі семінарів, конференцій, науково-технічних товариств.
- Складає розділи науково-технічних звітів про виконану роботу.
- Бере участь у підготовці публікацій, складанні заявок на винаходи і відкриття.

### Повинен знати
- методи досліджень, проектування і проведення експериментальних робіт;
- спеціальну науково-технічну і патентну літературу з тематики досліджень і розробок;
- порядок користування реферативними і довідково-інформаційними виданнями, а також іншими джерелами науково-технічної інформації;
- технологію виробництва відповідної галузі економіки; призначення, склад, конструкцію, принцип роботи, умови монтажу і технічної експлуатації виробів, об'єктів, які проектуються;
- обладнання підрозділу установи (організації), особливості його експлуатації;
- стандарти, технічні умови та інші керівні матеріали з розроблення і оформлення технічної документації;
- методи і засоби виконання технічних розрахунків і обчислювальних робіт;
- вітчизняні і світові досягнення науки і техніки у відповідній галузі знань;
- вимоги до організації праці в процесі проектування;
- основи економіки, організації праці і організації виробництва;
- основи трудового законодавства;
- правила і норми з охорони праці[2].